# Cuerpo de Bomberos de El Salvador
El Cuerpo de Bomberos de El Salvador, según la ley que rige la entidad, es una institución de servicio público que tiene a su cargo las labores de prevención, control y extinción de incendios de todo tipo, así como las actividades de evacuación y rescate; protección a las personas y sus bienes; cooperación y auxilio en caso de desastre, y demás actividades que sean afines a dicho servicio.

## Historia
El año 1880, Eugenio Aguilar y Manuel A. Párraga se encargaron de traer a El Salvador las primeras cuatro bombas manuales contra incendios, que lanzaban un pitón de 100 galones de agua por minuto, hasta una altura de 120 pies. Cada una pesaba 1.500 libras y se necesitaban unos doce hombres para operarlas. Las máquinas fueron bautizadas como N.°1 Salvador, N.º 2 Guatemala, N.º 3 Nicaragua y N.º 4 Honduras.
En el 10 de enero de 1882, el Ministerio de Hacienda y Guerra acordó un Reglamento de Bomberos  que organizaba un Cuerpo de Bomberos compuesto de 40 individuos.
En el 12 de febrero de 1883, el Ministerio de Gobernación y Fomento decretó el Reglamento del Cuerpo de Policía y Bomberos. Este estableció un Cuerpo de Policía Urbana que llevaría el nombre de Policía Reformada. Adjunta al Cuerpo de Policía estaba el Cuerpo de Bomberos, integrada por dos sargentos, y dieciocho bomberos. En el 22 de febrero, se hizo una invitación a los ciudadanos que deseaban prestar sus servicios en el nuevo cuerpo de policía y bomberos para que ocurran al cuartel de la Guardia Civil. El nuevo reglamento comenzó a regir en el 1 de marzo.
El gobierno de Carlos Ezeta reorganizó el cuerpo de bomberos, reglamentando la Compañía de Bomberos de San Salvador en el 23 de abril de 1894. La Asamblea Nacional decretó que los miembros del cuerpo de bomberos estaban exentos del servicio civil y militar en el 18 de abril.
Para 1961 fue separada de la Policía Nacional, y en 1979 fue convertida en Dirección General del Cuerpo de Bomberos e Inspección de Seguros contra Incendio. El año 1995 fue aprobada la Ley del Cuerpo de Bomberos de El Salvador.
Después que el departamento se encontraba adscrito al Ministerio de la Defensa Nacional, y una vez se firmaron los Acuerdos de Paz de Chapultepec, pasó a formar parte del Ministerio del Interior, ahora Ministerio de Gobernación.

## Atribuciones
Algunas de las atribuciones del director general del Cuerpo de Bomberos son las siguientes:
- Coordinar las operaciones y actividades del Cuerpo en el territorio salvadoreño;
- Dirigir y coordinar las operaciones del Cuerpo en caso de siniestro y desastres de toda clase y colaborar en otras situaciones de emergencia y calamidad pública;
- Promover y ejecutar programas de prevención y seguridad contra incendios;
- Promover y ejecutar cursos de capacitación técnica y científica de Bomberos;
- Autorizar la organización y funcionamiento de Bomberos Voluntarios;

## Unidades
- Unidad de Incendios estructurales;
- Unidad de Rescate vehicular;
- Unidad de atención prehospitalaria;
- Unidad de rescate vertical;
- Unidad canina;
- Unidad de materiales peligrosos;
- Unidad de búsqueda y rescate en estructuras colapsadas;
- Unidad de incendios forestales;
- Unidad de buceo; y
- Unidad de control de abejas africanizadas;

## Grados jerárquicos
Grados jerárquicos según artículo trece de la Ley de Cuerpo de Bomberos de El Salvador:
Grados de Oficiales de Bomberos:
- Mayor de Bomberos;
- Capitán de Bomberos;
- Teniente de Bomberos;
- Subteniente de Bomberos;

Grados del Personal de Bomberos:
- Sargento de Bomberos;
- Sub-Sargento de Bomberos;
- Cabo de Bomberos; y
- Bomberos.